# 平乐乡 (炎陵县)
平乐乡，是中华人民共和国湖南省株洲市炎陵县下辖的一个乡镇级行政单位。

## 行政区划
平乐乡下辖以下地区：
茅坪村、乐富村、棉盈村、东坪村、洞子村、青山村、井山村和新山村。